# 熊本県道325号遠原渡線
熊本県道325号遠原渡線（くまもとけんどう325ごう とおばるわたりせん）は、熊本県球磨郡球磨村を通る一般県道である。

## 概要

### 路線データ
- 起点：熊本県球磨郡球磨村大字一勝地
- 終点：熊本県球磨郡球磨村大字渡（国道219号交点）

## 路線状況

### 重複区間
- 熊本県道・鹿児島県道15号人吉水俣線（球磨郡球磨村大字三ケ浦）

## 地理

### 通過する自治体
- 球磨郡球磨村

### 交差する道路
| 交差する道路                                    | 交差する場所 | 交差する場所 |
| ----------------------------------------------- | ------------ | ------------ |
| 熊本県道・鹿児島県道15号人吉水俣線 重複区間起点 | 大字三ケ浦   |              |
| 熊本県道・鹿児島県道15号人吉水俣線 重複区間終点 | 大字三ケ浦   |              |
| 国道219号                                       | 大字渡       | 終点         |

### 交差する鉄道
- 肥薩線

### 沿線
- 球磨川
- JR九州肥薩線
  - 渡駅 - 那良口駅